# (9161) Beaufort
(9161) Beaufort (1987 BZ1) – planetoida z grupy pasa głównego asteroid okrążająca Słońce w ciągu 4,34 lat w średniej odległości 2,66 j.a. Odkryta 26 stycznia 1987 roku.